# Fortezza delle Verrucole

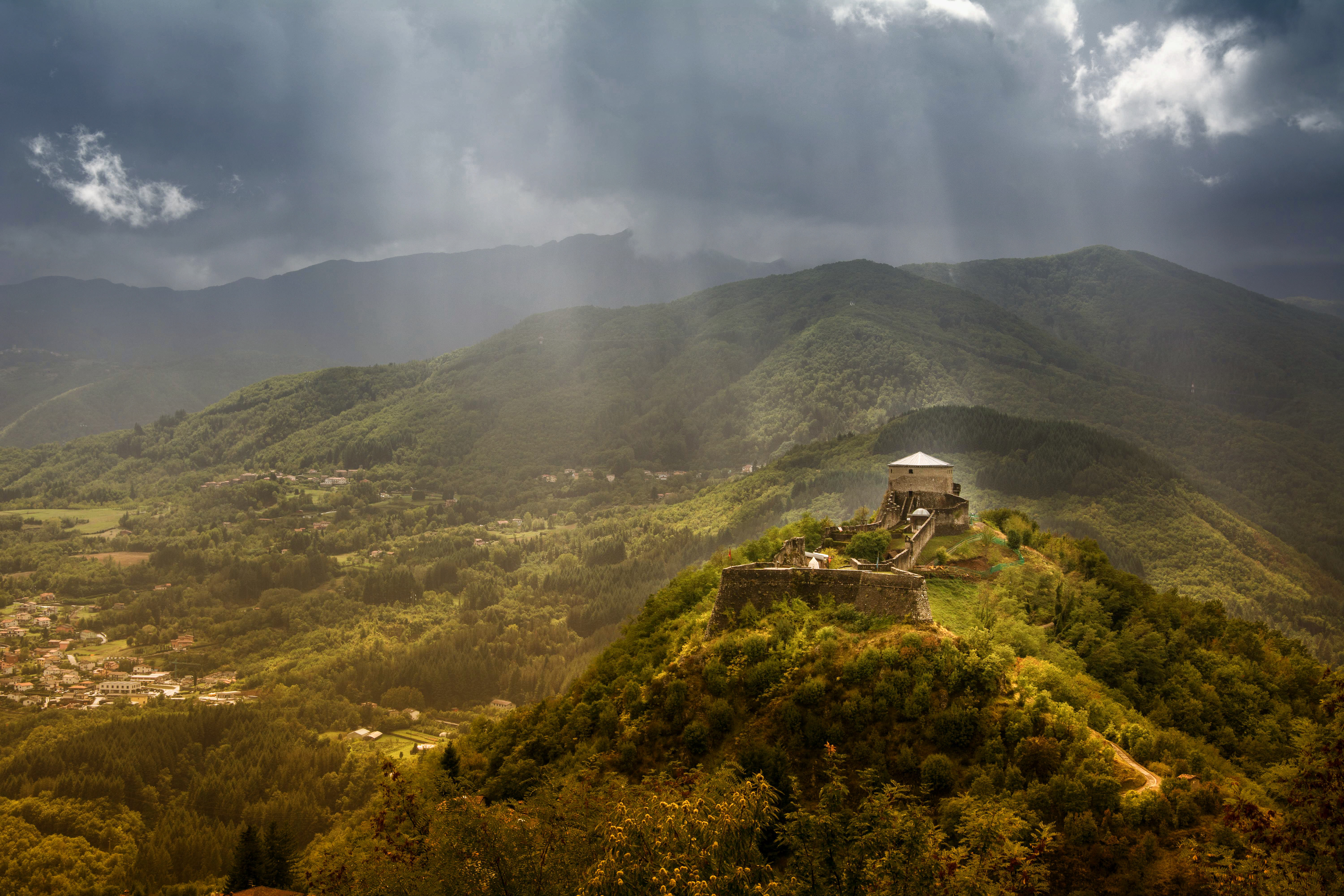
Die Fortezza delle Verrucole

Die Fortezza delle Verrucole (auch Fortezza di Verrucole) ist eine Festung in Italien, die zu der Gemeinde San Romano in Garfagnana gehört.

## Lage und Name
Die Festung liegt in Verrucole, einem Ortsteil der Gemeinde San Romano in Garfagnana in der Provinz Lucca. Sie liegt ca. 1,5 km nordwestlich des Hauptortes San Romano in Garfagnana im oberen Tal des Flusses Serchio in der Landschaft der Garfagnana bei 655 m s.l.m.. Der Name Verrucole entstammt dem lateinischen Wort verruca, das „Anhöhe“ oder „Berg“ bedeutet.

## Geschichte
Die Anhöhe, auf der sich heute die Festung befindet, erscheint 1185 in einem Dokument von Friedrich I. als sich im Besitztum der Gherardinghi befindend und wird als Vericla Gerardenga (Verrucola dei Gherardinghi) erwähnt, um sich von der fast gleichnamigen Fortezza della Verrucola in Fivizzano zu unterscheiden. Das Gebäude entstand im 11. Jahrhundert ursprünglich als Residenz der Familie und bestand zunächst aus zwei Teilen auf zwei naheliegenden Erhebungen der gleichen Anhöhe. Zum einen aus einer Art Rathaus (Palazzo Pubblico) für den Unterort (heute der Ortsteil Verrucole) und zum anderen aus einer kleineren Festung mit dem Torre Tondo (runder Turm) der Familie Gherardinghi. Die Statuten (Statuto delle comunità della curia di Verrucole) der Gemeinschaft entstanden 1271.
Am Ende des 13. Jahrhunderts verlor die Familie der Gherardinghi ihre Vormachtsposition in der Garfagnana und musste die Festung an die Stadt Lucca abgeben. Diese gab sie 1296 zur Verwaltung an die Luccheser Familie dei Guidiccioni. Von 1328 bis 1345 unterstand die Festung dem Condottiere Spinetta Malaspina aus der Familie der Malaspina (* 1282 in Verrucola Bosi (Ortsteil von Fivizzano); † 3. März 1352 in Fosdinovo).

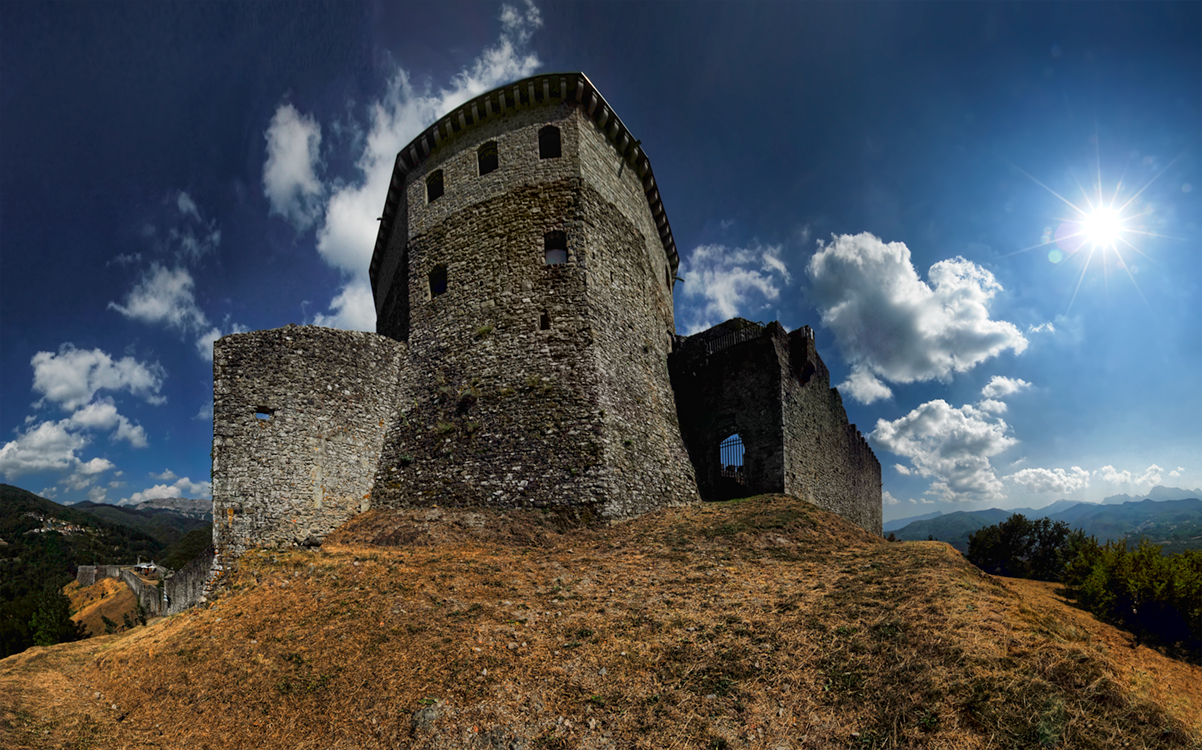
Der Torre Tonda

Ab 1429 gelangten weite Teile der Garfagnana unter die Kontrolle der Este aus Ferrara. Diese restaurierten unter Leonello d’Este die Reste des eckigen Turms (im Nordosten, auch Rocca Quadra genannt) und des runden Turms (im Südwesten, auch Rocca Tonda genannt, hierbei entspricht der runder Turm genannte Bau einer achteckigen Form) und bauten die Anlage zu einer Zitadelle um. Von 1522 bis 1525 war Ludovico Ariosto als Gouverneur (commissario) für die militärischen Anlagen der Garfagnana und damit auch für die Festung Verrucole verantwortlich.
Ab 1563 wurde die Festung im Auftrag von Alfonso II. d’Este ausgebaut, als leitender Architekt wurde Marc’Antonio Pasi eingestellt, später leitete sein Bruder Pasio Pasi die Arbeiten. Am Ende des 17. Jahrhunderts verlor die Festung ihre militärische Bedeutung und wurde danach auch als Gefängnis genutzt. 1683 wurde der Torrione della Polvere südlich des runden Turms durch einen Blitzeinschlag mit folgender Explosion im Schießpulverhaus erheblich beschädigt. Die Gemeinde San Romano in Garfagnana kaufte die Festung 1986 und begann die Restaurierung 1992 unter der Leitung von Gianclaudio Papasogli Tacca. Seit der Beendigung der Arbeiten 2012 ist die Festung öffentlich zugänglich.